# Acide ulosonique

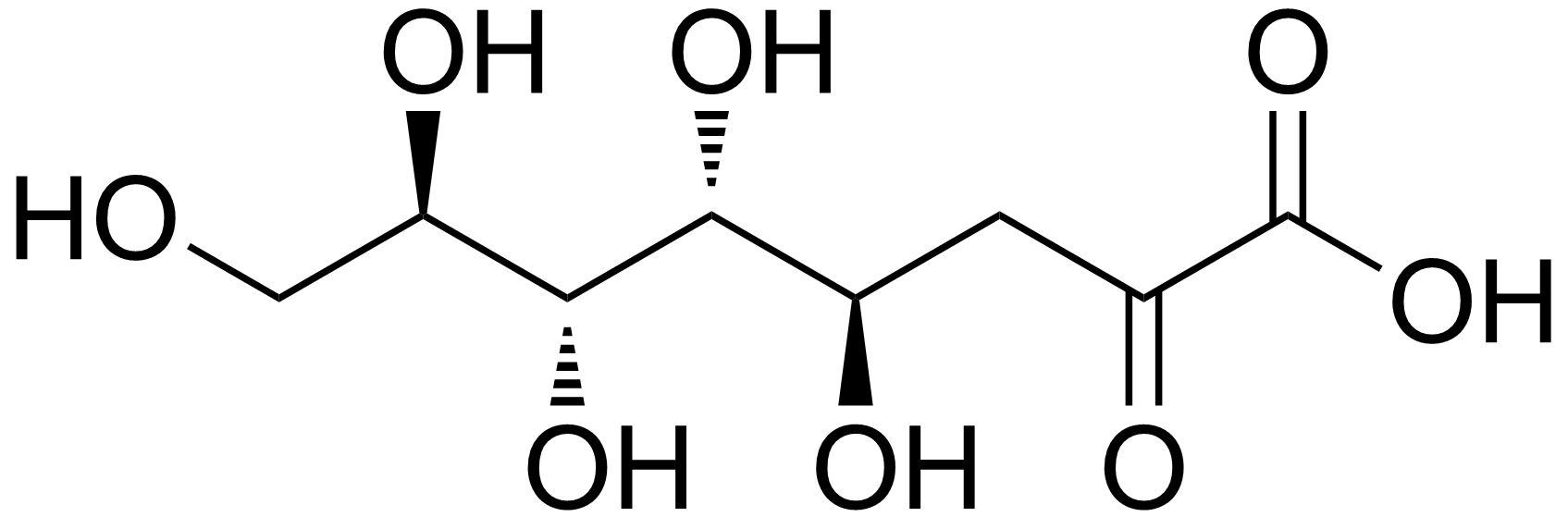
Acide 3-désoxy-D-manno-oct-2-ulosonique.

Un acide ulosonique  est un type d'oses acides résultant de l'oxydation du groupe 1-hydroxyle d'un 2-cétose en groupe carboxyle, formant un α-cétoacide.